# Grotea californica
Grotea californica là một loài tò vò trong họ Ichneumonidae.